# ネバーエンディング・ストーリー3
『ネバーエンディング・ストーリー3』（The NeverEnding Story III、The NeverEnding Story III: Escape from Fantasia（英語）、Die unendliche Geschichte 3 – Rettung aus Phantasien（ドイツ語））は、1994年のドイツ・アメリカ合衆国の映画。『ネバーエンディング・ストーリーシリーズ』の3作目であり、ピーター・マクドナルドが監督を務め、ジェイソン・ジェームズ・リクター、ジャック・ブラックが出演している。

## キャスト
| 役名               | 俳優                                                            | 日本語吹き替え                               | 日本語吹き替え                                                                     |
| 役名               | 俳優                                                            | ソフト版                                     | テレビ朝日版                                                                       |
| ------------------ | --------------------------------------------------------------- | -------------------------------------------- | ---------------------------------------------------------------------------------- |
| バスチアン         | ジェイソン・ジェームズ・リクター                                | 草尾毅                                       | 鳥海勝美                                                                           |
| ニコール           | メロディ・ケイ                                                  | 久川綾                                       | 坂本真綾                                                                           |
| コリアンダー       | フレディ・ジョーンズ                                            | 飯塚昭三                                     | 阪脩                                                                               |
| 幼心の君           | ジュリー・コックス                                              | 三石琴乃                                     | 玉川紗己子                                                                         |
| スリップ           | ジャック・ブラック                                              | 梁田清之                                     | 堀内賢雄                                                                           |
| バーニー・バックス | ケビン・マクナルティ                                            | 屋良有作                                     | 牛山茂                                                                             |
| ジェーン           | トレイシー・エリス                                              | 鈴木みえ                                     | 宮寺智子                                                                           |
| エンギーウック     | トニー・ロビンソン                                              | 富山敬                                       | 槐柳二                                                                             |
| ウルグル           | モイヤ・ブラディ                                                | 佐々木優子                                   | 京田尚子                                                                           |
| ファルコン         | ゴードン・ロビンソン（演） ウィリアム・フットキンス（声）       | 田中秀幸                                     | 黒沢良                                                                             |
| バーキー           | ケイファン・ショー（演） ウィリアム・フットキンス（声）         | 塩屋翼                                       | 池田勝                                                                             |
| ジュニア           | デイヴィッド・フォーマン（演） ゲイリー・マーティン（声）       | TARAKO                                       | 島田敏                                                                             |
| ロックバイター     | フレデリック・ウォーダー（演） ゲイリー・マーティン（声）       | 西村知道                                     | 大平透                                                                             |
| ロックバイター夫人 | ウィリアム・トッド・ジョーンズ（演） マック・マクドナルド（声） | 深見梨加                                     | 増岡弘                                                                             |
| ドッグ             | ライアン・ボールマン                                            | 渋谷茂                                       | 塩屋翼                                                                             |
| ムーキー           | キャロル・フィン                                                | 沢海陽子                                     | 沢海陽子                                                                           |
| コイル             | ニコール・パーカー                                              | 富沢美智恵                                   |                                                                                    |
| クロス             | エイドリアン・ドーヴァル                                        | 桜井敏治                                     |                                                                                    |
| レイチェル         | アンドレア・ネメス                                              |                                              | 大本眞基子                                                                         |
| その他             |                                                                 | 荒木香恵 佐藤しのぶ 仲野裕 福田信昭 大黒和広 | 田原アルノ 松本大 雨蘭咲木子 辻親八 叶木翔子 小野綾子 さとうあい 相沢正輝 伊藤栄次 |
|                    |                                                                 |                                              |                                                                                    |
| 演出               |                                                                 | 松川陸                                       | 福永莞爾                                                                           |
| 翻訳               |                                                                 | 久保喜昭                                     | たかしまちせこ                                                                     |
| 効果               |                                                                 |                                              | 南部満治                                                                           |
| 調整               |                                                                 | 金谷和美                                     | 長井利親                                                                           |
| 担当               |                                                                 | 吉富孝明                                     |                                                                                    |
| 制作               |                                                                 | ニュージャパンフィルム                       | ニュージャパンフィルム                                                             |
| 初回放送           |                                                                 | 1995年7月21日 日本語吹替版VHS                | 1996年1月7日 『日曜洋画劇場』                                                      |

## 公開
1994年10月27日にドイツで公開された。フィリピンでは1995年1月4日にジェマ・フィルムズ配給で公開され、1月2日には先行上映されている。アメリカでは1996年2月2日に限定上映された。

## 評価
1994年12月下旬までに、ドイツでは500万ドルの興行収入を記録した。バラエティ誌は「『ネバーエンディング・ストーリー』の3作目となる本作は最悪の形でタイトル通りの作品になっており、『Bastian Goes to High School（バスチアン、高校へ行く）』というサブタイトルが付いてもおかしくない程の、魅力のない絶望的なフランチャイズの再構築になっている」と酷評している。